# The Listerdale Mystery
The Listerdale Mystery (O Mistério de Listerdale em Portugal e também no Brasil, é um livro de Agatha Christie composto por doze contos, publicado originalmente em 1934.
Esta obra foi publicada no Brasil em 1963 pela Ediouro e teve duas reimpressões. Fora de catálogo desde 1965, o livro nunca mais foi reimpresso ou reeditado. Anos depois, oito de suas histórias foram incluídas no livro A Mina de Ouro, publicação da Nova Fronteira. São elas: The Listerdale Mystery (O Mistério de Listerdale), The Girl in the Train (A Moça do Trem), The Manhood of Edward Robinson (A Bravura de Edward Robinson), Jane in Search of a Job (Jane Procura Emprego), A Fruitful Sunday (Um Domingo Frutífero), The Golden Ball (A Mina de Ouro), The Rajah's Emerald (A Esmeralda do Rajá), Swan Song (O Canto do Cisne). As quatro restantes, isto é, Accident (Um Acidente), Philomel Cottage (O Chalé do Rouxinol), Sing a Song of Sixpence (Uma Canção de Meio Xelim) e Mr Eastwood's Adventure (A Aventura de Anthony Eastwood) estão em Um Acidente e Outras Histórias, coletânea genuinamente brasileira, publicada pela Nova Fronteira em 1978. 

## Contos que compõem a obra
1. The Listerdale Mystery - o primeiro conto, que dá nome ao livro, conta a história de uma família burguesa empobrecida, que aluga uma casa maravilhosa por um preço muito baixo. A casa pertence a Lord Listerdale, desaparecido há alguns anos, sem deixar nenhum indício do seu paradeiro. O jovem morador da casa defende a hipótese de que o homem está morto e seu corpo escondido em algum lugar da casa. Por isso, segundo ele, o aluguel custa assim tão pouco. Acontecem algumas coincidências que, por fim, fazem com que o jovem consiga descobrir o mistério.
2. Philomel Cottage
3. The Girl in the Train
4. Sing a Song of Sixpence
5. The Manhood of Edward Robinson
6. Accident
7. Jane in Search of a Job
8. A Fruitful Sunday
9. Mr Eastwood's Adventure
10. The Golden Ball
11. The Rajah's Emerald
12. Swan Song

1. ↑  «O Mistério De Listerdale - Agatha Christie - Traça Livraria e Sebo». www.traca.com.br. Consultado em 9 de maio de 2019